# Skała z Sosną

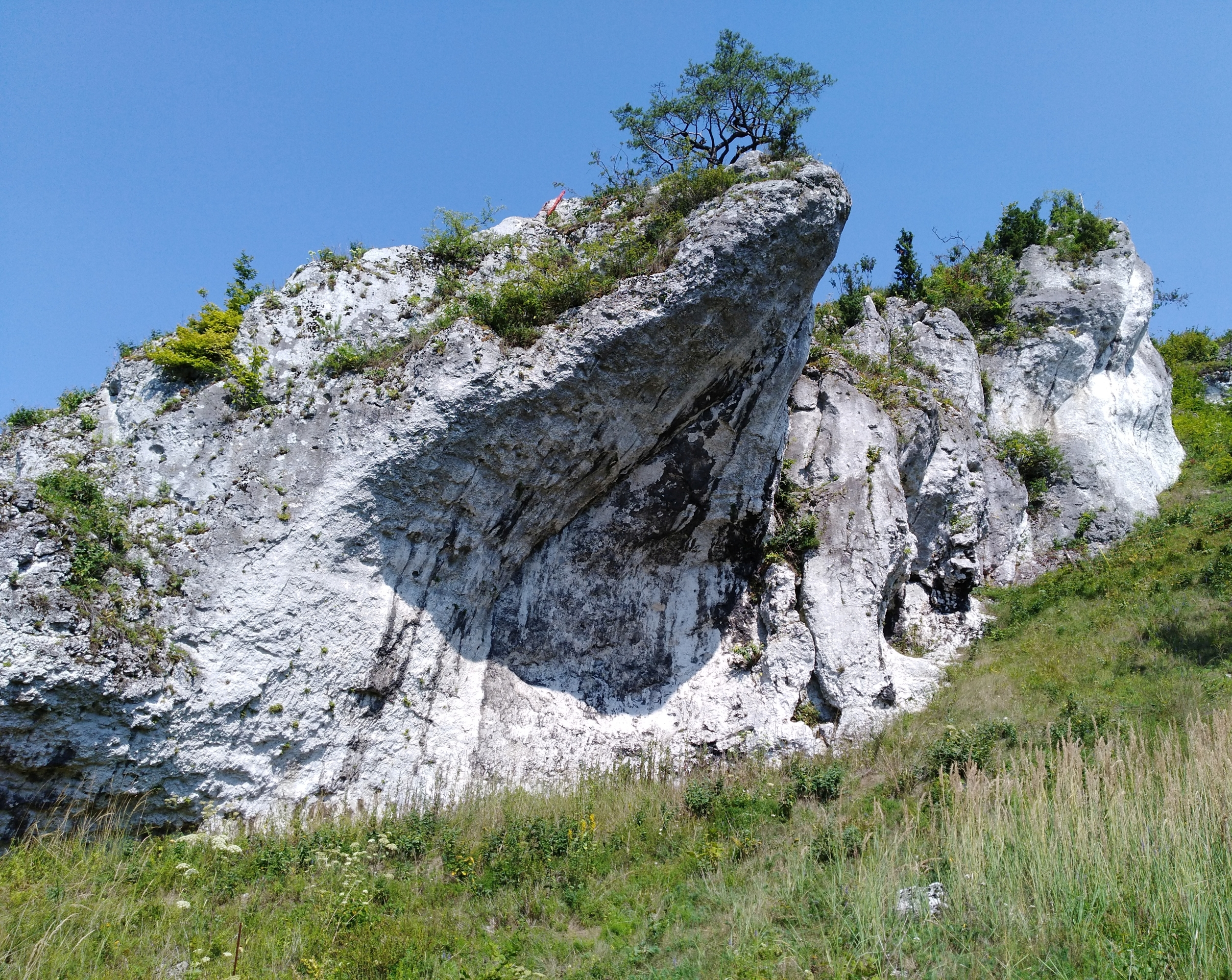

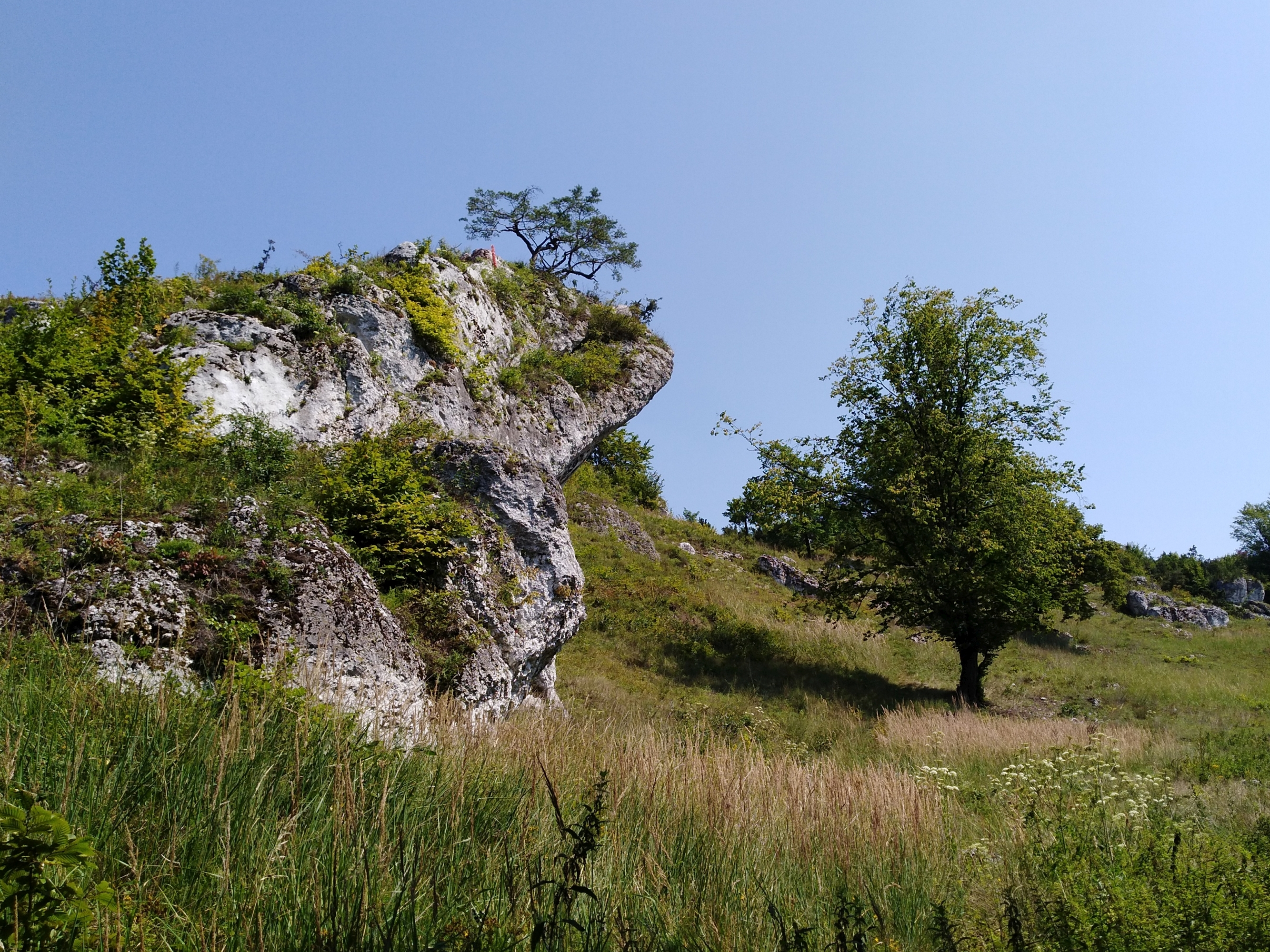

Skała z Sosną – skała na wzniesieniu Góra Zborów w miejscowości Kroczyce, w województwie śląskim, w powiecie zawierciańskim, w gminie Kroczyce. Wzniesienie to należy do tzw. Skał Kroczyckich i znajduje się w obrębie rezerwatu przyrody Góra Zborów na Wyżynie Częstochowskiej.
Skała z Sosną to fragment zbudowanego z wapieni skalnego muru znajdujący się w południowo-wschodniej części Góry Zborów. Jego południowo-wschodnia ściana opada na sporą polankę. Ściana Skały z Sosną ma wysokość 8–12 m, jest, pionowa lub przewieszona z filarem, zacięciem i kominem. Wspinacze skalni poprowadzili na niej 7 dróg wspinaczkowych (w tym jedna projektowana) o bardzo zróżnicowanej trudności – od II do VI.6 w skali Kurtyki. Nie posiadają asekuracji.

## Drogi wspinaczkowe
Skała z sosną I
1. Kataklizm; VI.6, 10 m
2. Projekt (Heavy Metal); 12 m
3. Komin w Skale z Sosną; II, 8 m

Skała z sosną II
1. Bez nazwyIV 10 m
2. Bez nazwy; VI.1+, 10 m
3. Bez nazwy; VI.3, 10 m
4. Wichrowe wzgórza; VI.3+, 10 m[2].